# Maison musée de Louis Armstrong
Pour les articles homonymes, voir Armstrong.
La maison musée de Louis Armstrong de New York (Louis Armstrong House Museum, en anglais) est la maison de New York, de style architecture moderne, où la légende du jazz Louis Armstrong (1901-1971) vécut de 1943 à sa disparition. Actuel musée depuis 2003, la maison est classée lieu historique National des États-Unis depuis 1976 (Registre national des lieux historiques), et monument historique de New York depuis 1988. 

## Historique
Cette maison en brique de deux étages, de style architecture moderne, est construite en 1910 par l'architecte Robert Johnson, au 34-56 107th Street, à proximité du Flushing Meadows-Corona Park, dans le quartier populaire de Corona, du Queens, à New York. 

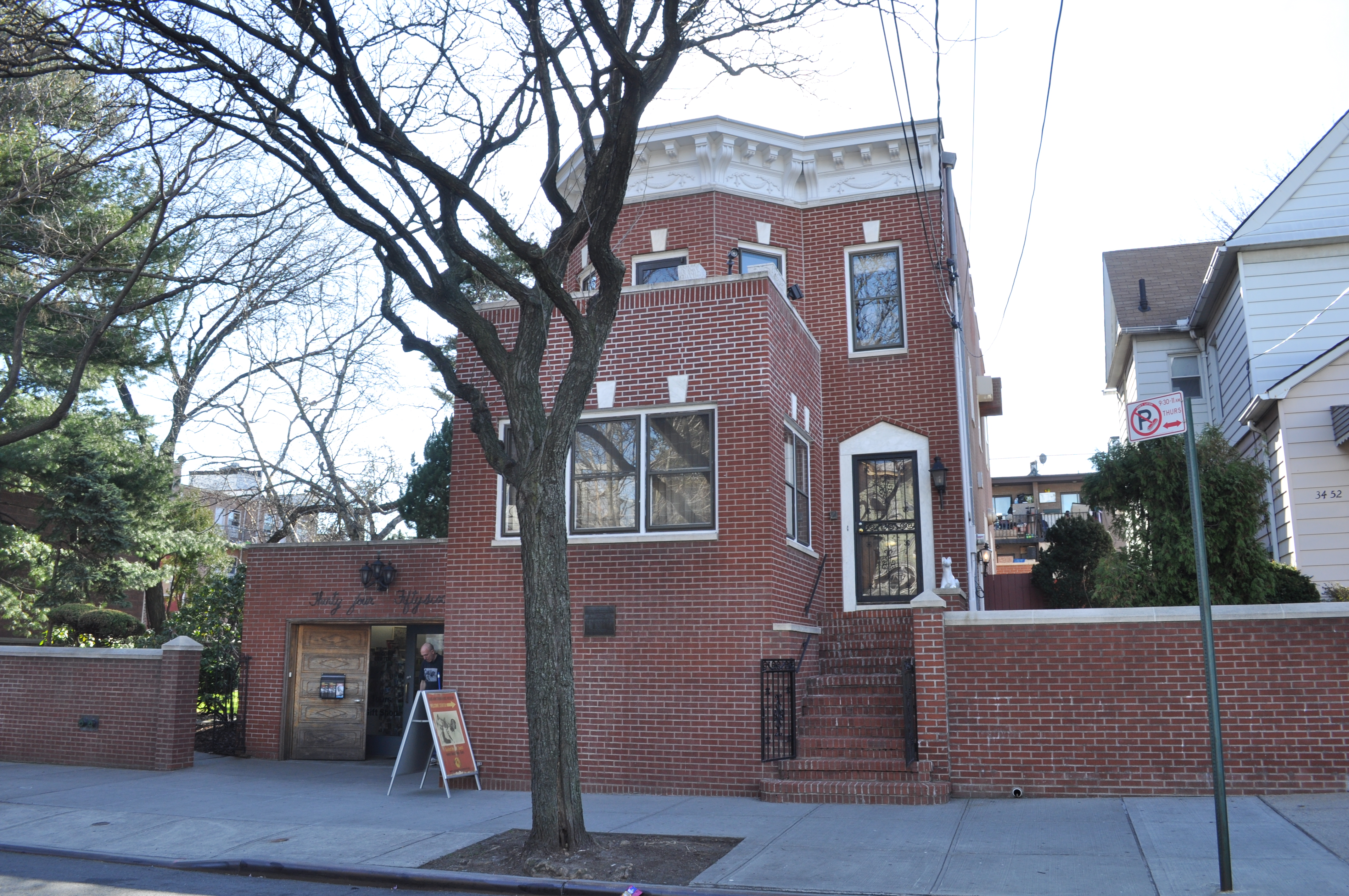
Côté rue
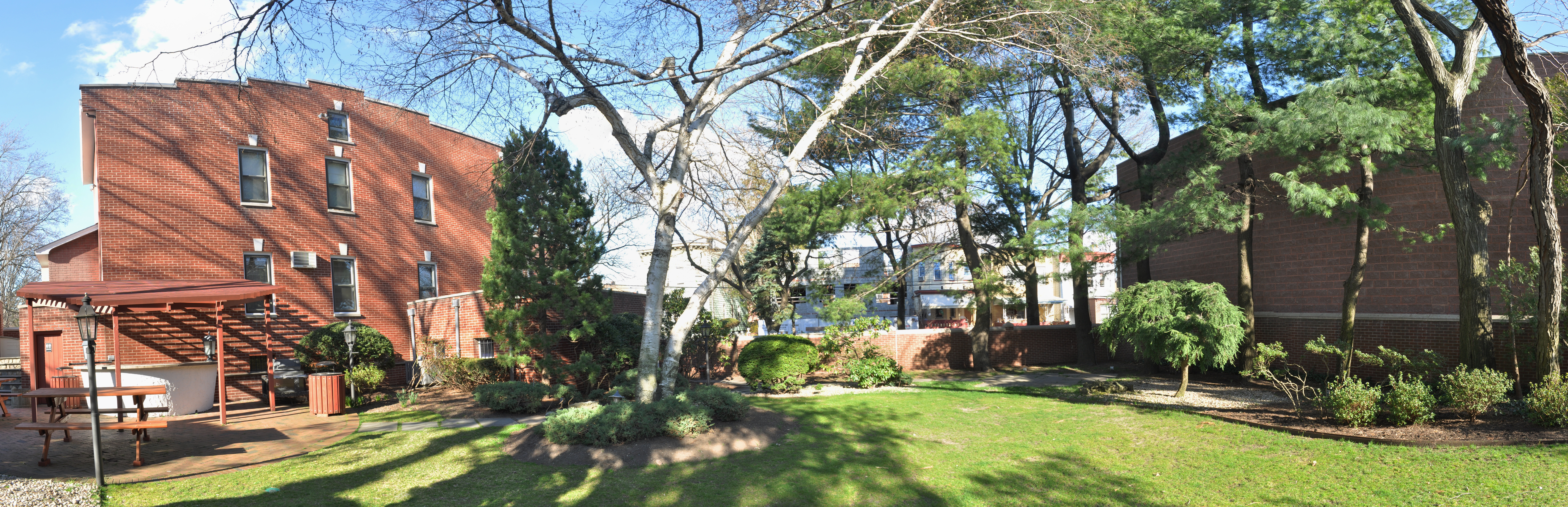
Côté jardin

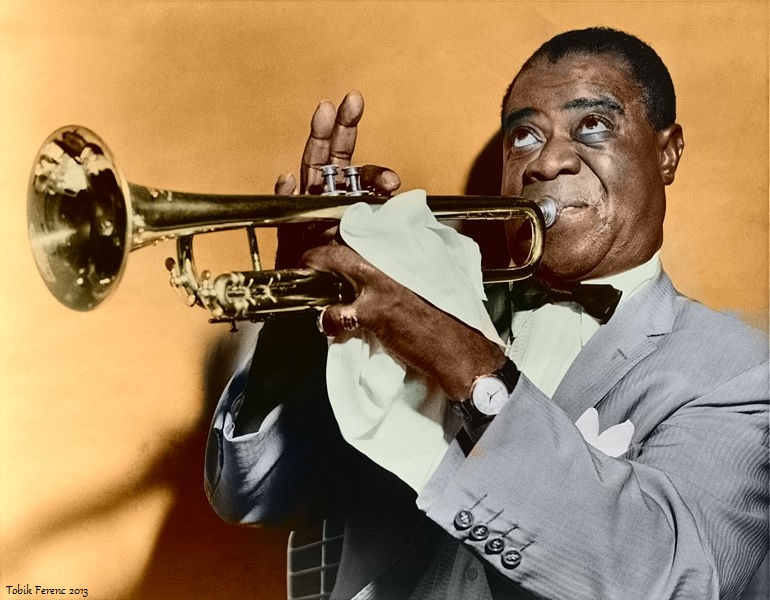
Louis Armstrong, en 1953

Après avoir passé plusieurs années sur les routes en tournées internationales, et vécu entre autres à Chicago et à Los Angeles, Armstrong s'installe définitivement à New York (haut lieu du jazz américain où il se produit avec succès dans les nombreux clubs de jazz new-yorkais). Il achète cette maison en 1943, pour y vivre avec sa quatrième et dernière épouse Lucille Wilson, épousée en 1942 (danseuse au Cotton Club, lieu emblématique du Harlem nocturne où il se produit).  
Ce quartier populaire familial multiculturel qu'il affectionne, est alors un haut lieu du jazz new-yorkais des années 1940, et lui rappelle La Nouvelle-Orléans de ses origines. La proximité de l'Aéroport LaGuardia de New York facilite ses nombreux voyages de tournées internationales. Armstrong s’éteint dans son sommeil à ce domicile le 6 juillet 1971, à l'âge de 69 ans, et repose depuis au cimetière de Flushing voisin. Sa veuve Lucille a alors légué les lieux à la Fondation éducative Louis Armstrong de New York, qui les a légués à son tour à la disparition de cette dernière en 1983 au ministère de la Culture.

## Anecdotes

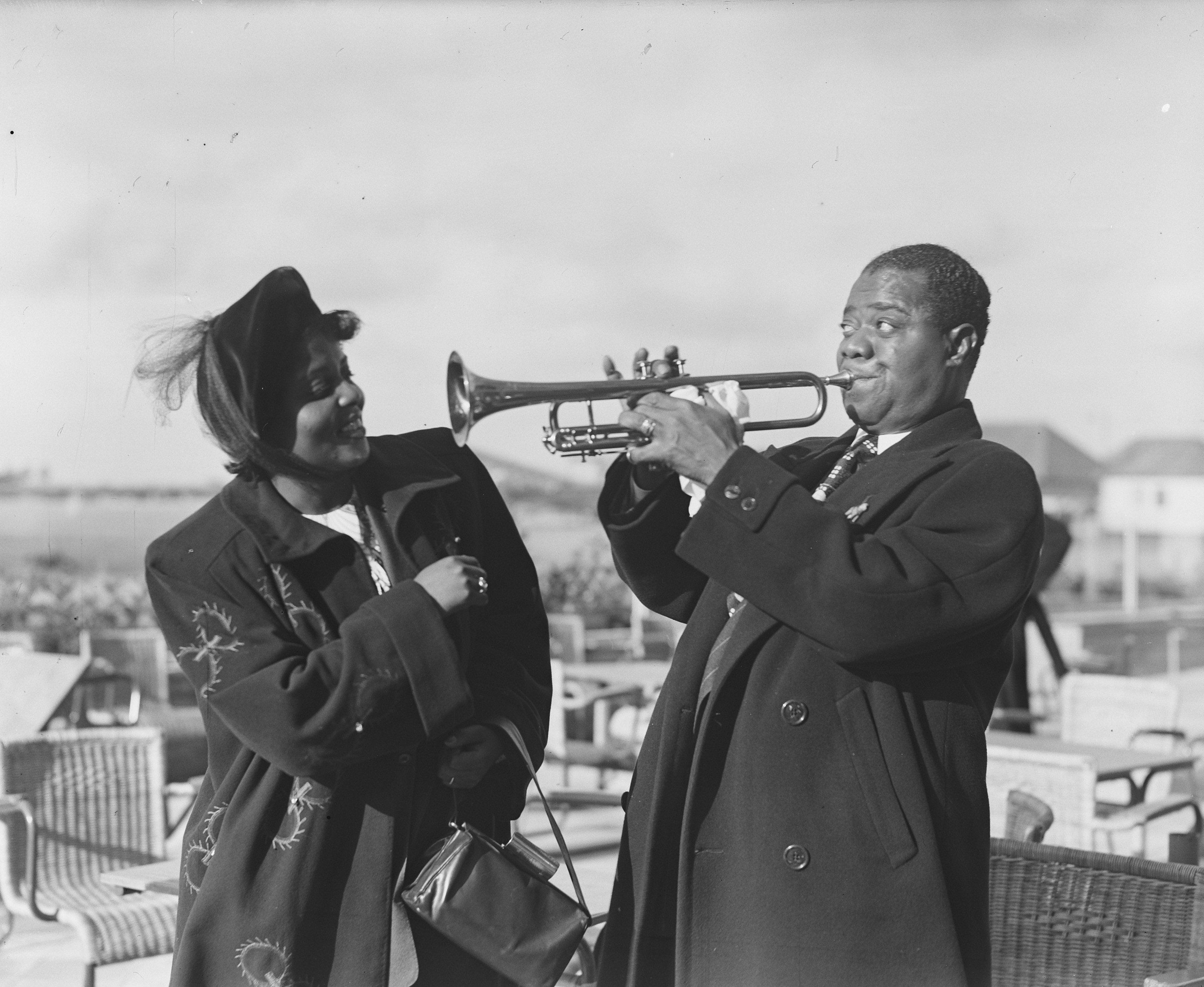
Avec son épouse Lucille Wilson, en 1949

La vie heureuse de Louis Armstrong et de son épouse dans cette maison, ce jardin, et dans ce quartier familial multiculturel cosmopolite, inspire les compositeurs Bob Thiele et George David Weiss de lui composer son célèbre tube single personnalisé What a Wonderful World (Quel monde merveilleux, en anglais) enregistré en 1967, et vendu à plus de 1 million d’exemplaires dans le monde.

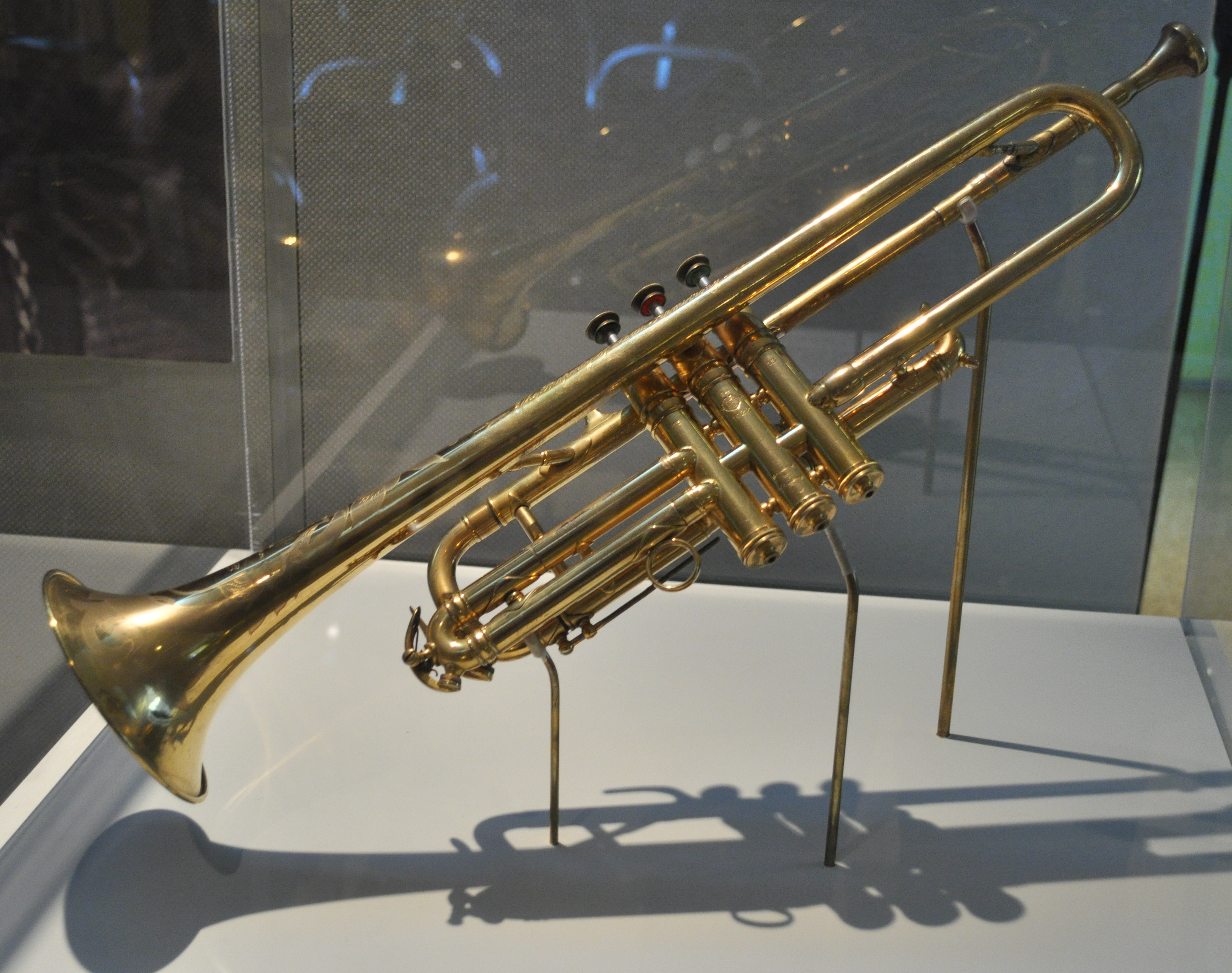
Trompette Selmer, offerte par le roi George V du Royaume-Uni.

## Musée
Pour la célébration du centenaire de la naissance de Louis Armstrong, sa maison est transformée en musée et ouverte au public en 2003, avec exposition de : 
- bureau, salons, cuisine, salle de bain, garde-robe, jardin[5]...
- meublée et décorée d'origine...
- nombreux objets personnels, instruments de musique, platine tourne-disques, magnétophone, souvenirs de sa vie, carrière, et tournées du monde entier...
- centre d'archive (documents, manuscrits, correspondances, films, 5000 photographies, 1600 enregistrements, 650 bandes magnétiques, 86 albums, livres, 120 prix et plaques...)[6]